# 天野元因
天野 元因（あまの もとより）は、安土桃山時代から江戸時代前期にかけての武将。毛利氏の家臣、萩藩（長州藩）士。父は天野元勝。養子に天野就友。

## 出自
安芸天野氏は、藤原南家工藤氏の一族が安芸国に下向し国人化したもので、元因の系統は天野政貞から始まる金明山天野氏にあたる。同じく安芸国の国人である天野興次・天野興定・天野元定の一族の系統は生城山天野氏である。

## 生涯
毛利氏家臣の天野元勝の長男として生まれる。
天正19年（1591年）4月22日、毛利輝元の加冠状を受けて元服し、「元」の偏諱を与えられて天野藤五郎元因と名乗る。
慶長4年（1599年）8月23日、毛利輝元から「勘左衛門尉」の官途名を与えられる。
慶長5年（1600年）1月22日に父・元勝が死去し、同年7月26日に元因が後を継ぐことを毛利輝元に認められた。なお、この頃の元因の知行地は1632石である。
同年8月24日の安濃津城の戦いでは49人の兵を率いて福原広俊隊に属し、同じく福原隊に属した天野元重、熊谷元実、祖式元勝と共に安濃津城の櫓から鉄砲を激しく撃ち掛けられたが、堀を渡って城内への一番乗りを果たす武功を挙げたとされる。
慶長10年（1605年）の五郎太石事件により、7月2日に熊谷元直、元因の大叔父・天野元信、三輪元祐、中原善兵衛尉、佐波善内が粛清された。しかし、元因、熊谷元直の従弟である熊谷元実、熊谷元直の甥である熊谷元吉、牧野二郎右衛門尉、湯次郎右衛門尉、元信の養子であった天野元重らは縁故者の関係や罪状が軽いことを考慮されて、7月13日に死罪ではなく追放処分となったため、元因は九州に移り住んだ。なお、熊谷元直の叔父である熊谷就真とその子である熊谷元辰や、天野元信の兄である天野元嘉らは与同しなかったことで粛清を免れている。
慶長13年（1608年）には毛利家に帰参して400石の知行地を与えられ、先例に習って近習となった。
慶長16年（1611年）10月28日、毛利輝元から「雅楽允」の官途名を与えられる。
元和4年（1618年）1月12日に毛利秀就から「志摩守」の受領名を与えられ、以降、毛利秀就から度々、受領名を与えられている。
元和7年（1621年）6月13日、兼重元辰の娘で元因の養女となった「みや」と、天野元重の四男で元因の養子となった天野岩松丸（後の天野就友）が婚姻し、実子がいない元因の知行職を岩松丸（就友）が相続することを毛利輝元・秀就父子から認められた。なお、もし2人が不和によって離縁した場合は、就友が相続した元因の知行職は「みや」に返還させるが、もし「みや」に問題がある場合は言上することと定められた。
寛永3年（1626年）11月5日、毛利秀就から「遠江守」を与えられた。
寛永6年（1629年）11月5日、浅屋元俊と共に、毛利秀就が奉公人について定めた法度を伝えられ、違反した奉公人を捕らえるように命じられる。
寛永8年（1631年）12月13日に「伊豆守」、寛永12年（1635年）1月11日に「飛騨守」の受領名を毛利秀就から与えられた。
寛永14年（1637年）2月14日に死去。元因には子がいなかったため、天野元重の四男であった天野就友が養子として家督を相続した。